# Rexhep Boja
Rexhep Boja, född 20 juni 1946 i byn Kërrnicë nära Klina, död 2021 i Pristina i Kosovo, var en albansk religiös figur.
Rexhep Boja studerade islamisk teologi vid Medina universitet i Saudarbien. Där avlade han doktorsexamen år 1985 med en avhandling om islam i det forna Jugoslavien. Åter hemma arbetade han i en moské och i en islamisk skola. Han var överhuvuden över det muslimska samfundet i Kosovo men ersattes sedan av Naim Tërnava. Hab undervisade vid fakulteten för islamiska studier vid Pristinas universitet.